# Augstwiesalm
Die Augstwiesalm, auch Augstwiesenalm, ist eine Alm in der Gemeinde Altaussee im österreichischen Bundesland Steiermark. Die Alm liegt im Südwesten des Toten Gebirges, in einer Höhe von 1415 m ü. A..

## Geologie

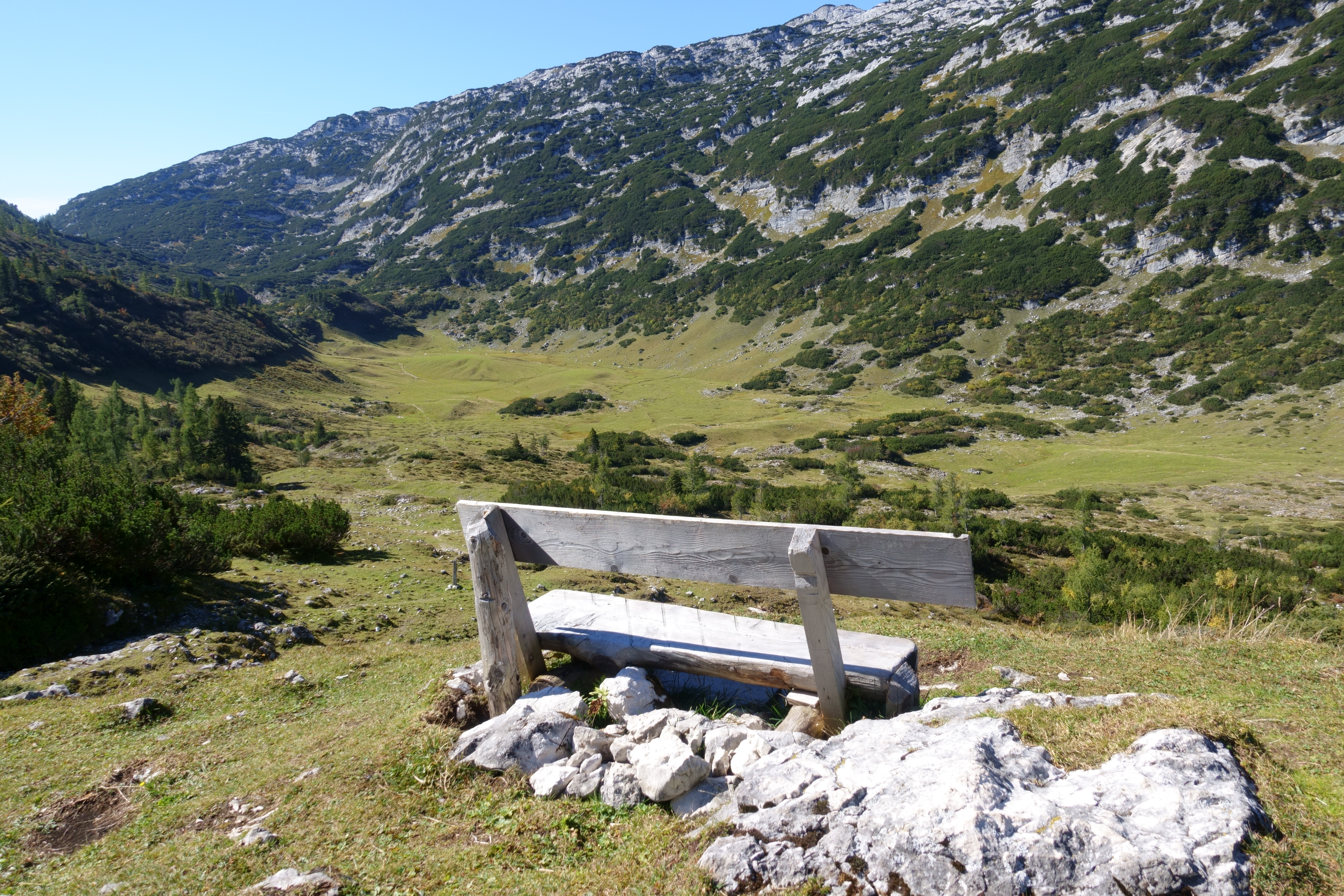
Blick auf die Augstwiesen

Die Augstwiesalm befindet sich innerhalb einer geologisch bedingten, tiefen Einbruchsfurche. Diese als Wildenseelinie bezeichnete tektonische Störung verläuft vom Altausseer See über den Hochklapfsattel zum Wildensee. Etwas unterhalb der Augstwiesalm liegt in einer Karsthohlform die namensgebende Augstwiese, eine weite fast ebene Almweide, die von Natur aus baumfrei ist (Urwiese). Für die Abdichtung der Karsthohlform spielt eingepresstes Moränenmaterial der letzten Eiszeit eine besondere Rolle. Das tonige Lockermaterial ermöglicht das Aufkommen von Wiesenflächen, die die Grundvoraussetzung für eine Weidewirtschaft sind. So finden sich auf der Augstwiesalm mehrere Quellen und Lacken.

## Klima
Im Winter sammelt sich in der Augstwiesen die kalte Luft und es wurden Temperaturen von −38,7 °C gemessen.

## Hüttstatt
Als Hüttstatt wird im Salzkammergut eine Ansammlung mehrerer kleiner Almhütten bezeichnet. Dieses Almdorf der Augstwiesalm liegt am Hang oberhalb der Augstwiese. Mitte des 19. Jahrhunderts standen auf der Alm 32 Hütten und es wurden 102 Kühe und 115 Schafe aufgetrieben. Die Hüttstatt besteht heute aus 22 Hütten mit 6 Nebengebäuden. Die Hütten sind im klassischen Ausseer Stil erbaut. Sie haben einen kleinen Stall unten und den Wohnraum darüber. Früher standen neben jeder Hütte eine Feuerhütte, eine externe Küche, und ein kleiner Saustall. Die Alm ist im Besitz der Österreichischen Bundesforste. 12 Bauern besitzen die Servituts-Weiderechte und treiben rund 65 Stück Mutterkühe und Galtvieh auf. Der Bereich der Hüttstatt wurde gerodet.

## Geschichte
Auf der Hauptmoräne der Augstwiese wurde eine Kulturschicht gefunden, deren Alter mittels der Radiokarbonmethode auf 800 Jahre bestimmt wurde. Dieses Alter deckt sich mit der spätmittelalterlichen Siedlungsexpansion in Altaussee. Gefundene Keramikscherben konnten ebenfalls auf das Spätmittelalter datiert werden.

## Wanderwege
Die Augstwiesalm ist über den markierten Wanderweg 201 von Altaussee erreichbar. Sie ist etwa 1 Stunde vom Albert-Appel-Haus entfernt.